# Алексеевское сельское поселение (Челябинская область)
Алексеевское се́льское поселе́ние — муниципальное образование в Варненском районе Челябинской области Российской Федерации. В рамках административно-территориального устройства муниципальное образование  соответствует административно-территориальной единице Алексеевский сельсовет.
Административный центр — село Алексеевка.

## История
Статус и границы сельского поселения установлены Законом Челябинской области от 9 июля 2004 года № 240-ЗО «О статусе и границах Варненского муниципального района и сельских поселений в его составе».

## Население
| 2002  | 2010  | 2011  | 2012  | 2013  | 2014  | 2015  |
| ----- | ----- | ----- | ----- | ----- | ----- | ----- |
| 1215  | ↘1128 | ↘1126 | ↘1084 | ↘1062 | ↘1033 | ↘1021 |
| 2016  | 2017  | 2018  | 2019  | 2020  | 2021  |       |
| ↘1013 | ↘1009 | ↘988  | ↘967  | ↘961  | ↘811  |       |

## Состав сельского поселения
| № | Населённый пункт | Тип населённого пункта       | Население |
| - | ---------------- | ---------------------------- | --------- |
| 1 | Алексеевка       | село, административный центр | ↘811      |

### Упразднённые населённые пункты
Бобровка — упразднённый  в 1978 году посёлок.